# Пантіас Еліадес
Пантіас Еліадес (грец. Παντιάς Δ. ΗΛΙΑΔΗΣ) (1957, Нікосія) — кіпрський дипломат. Надзвичайний і Повноважний Посол Республіки Кіпр в Україні.

## Життєпис
Народився в 1957 році в Нікосії, Кіпр. У 1982 році здобув ступінь магістра в галузі прикладних іноземних мов — Університет адміністрації в Екс-ан-Прованс.
Після роботи в приватному секторі в період з 1982 по 1989 роки, зокрема в області маркетингу, морської і авіаційної галузі, він вступив на дипломатичну службу Міністерства закордонних справ Республіки Кіпр в 1989 році.
У 1989 по 1991 рр. — Департамент з економічних питань та міжнародних організацій.
У 1991 році — призначений другим секретарем і заступником глави місії посольства Кіпру в Пекіні, Китай. Він також акредитований в Японію, Монголію, Пакистан і Філіппіни.
У 1995—1996 рр. — призначений в Департамент з політичних питань — Відділ кіпрського Міністерства закордонних справ Кіпру.
З 1997 року — генеральний консул Кіпру в Нью-Йорку.
У 2000—2003 рр. — перший радник і заступник глави місії в посольстві Кіпру в Римі, також акредитований в Швейцарії, Мальти і Сан-Марино.
У 2003—2005 рр. — представник Кіпру в комітеті політики і безпеки (PSC) Європейського союзу (ЄС) в Брюсселі.
У 2005—2007 рр. — директор департаменту ОВПБ/ЄПБО (зовнішній політиці і загальної безпеки / Європейської політики безпеки і оборони) Міністерства закордонних справ Кіпру.
У 2008—2012 рр. — Надзвичайний і Повноважний Посол Республіки Кіпр в Німеччині.
У 2008—2009 рр. — Надзвичайний і Повноважний Посол Республіки Кіпр в Україні за сумісництвом.
У березні 2012 року — призначений директором Шенгенської зони, консульських питань та антикризового управління, Міністерство закордонних справ Кіпру та з жовтня 2013 року політичним директором.
У серпні 2016 року — посол Республіки Кіпр у Франції і вручив свої вірчі грамоти Президенту Французької Республіки від 9 листопада 2016 року.